# 8580 Pinsky
A 8580 Pinsky (ideiglenes jelöléssel 1996 XZ25) a Naprendszer kisbolygóövében található aszteroida. Paul G. Comba fedezte fel 1996. december 14-én.